# غلام رضا سلطاني
غلام رضا سلطاني (1943-1985) كان علامة شيعيًّا وممثل كرج في الدورة الثانية لمجلس الشورى الإسلامي.
وُلِد سلطاني في أشتهرد عام 1943 م. التحق بحوزة أشتهرد في سن الحادية عشرة، وبعد عامين سافر إلى قم للدراسة. خلال هذه الفترة، سكن في غرفة مع يوسف صانعي. درس على يد أساتذة مثل الخميني، والكلبايكاني، ومرتضى الحائري اليزدي، والأركي، والمنتظري، والمحقق. كما درّس اللامية والمكاسب في المدرسة الفيضية ومسجد الأعظم.
وفي الدورة الثانية لمجلس الشورى الإسلامي، حصل على 60.1% من إجمالي 273,582 صوتًا في دائرة كرج الانتخابية، وأصبح ممثل كرج في الدورة الثانية لمجلس الشورى الإسلامي.

## الوفاة
في يوم 1 آذار 1985، كان في طريقه إلى جبهات الحرب برفقة ثمانية من أعضاء البرلمان في مهمة دبلوماسية مع قوات من الجيش رفيعة المستوى ومسؤولين قضائيين رفيعي المستوى، في طائرة فوكر إف 27 فريندشيب التي كان يقودها عبد الباقي درويش أثناء عملية الفجر 8، على بُعد 25 كيلومترًا شمال الأهواز داخل الأراضي الإيرانية، عندما حاصرتهم طائرتان عراقيتان من طراز ميج 23، وأسقطتهم مما أسفر عن مقتل جميع الأشخاص الخمسين الذين كانوا على متنها.